# Zbigniew Blechman

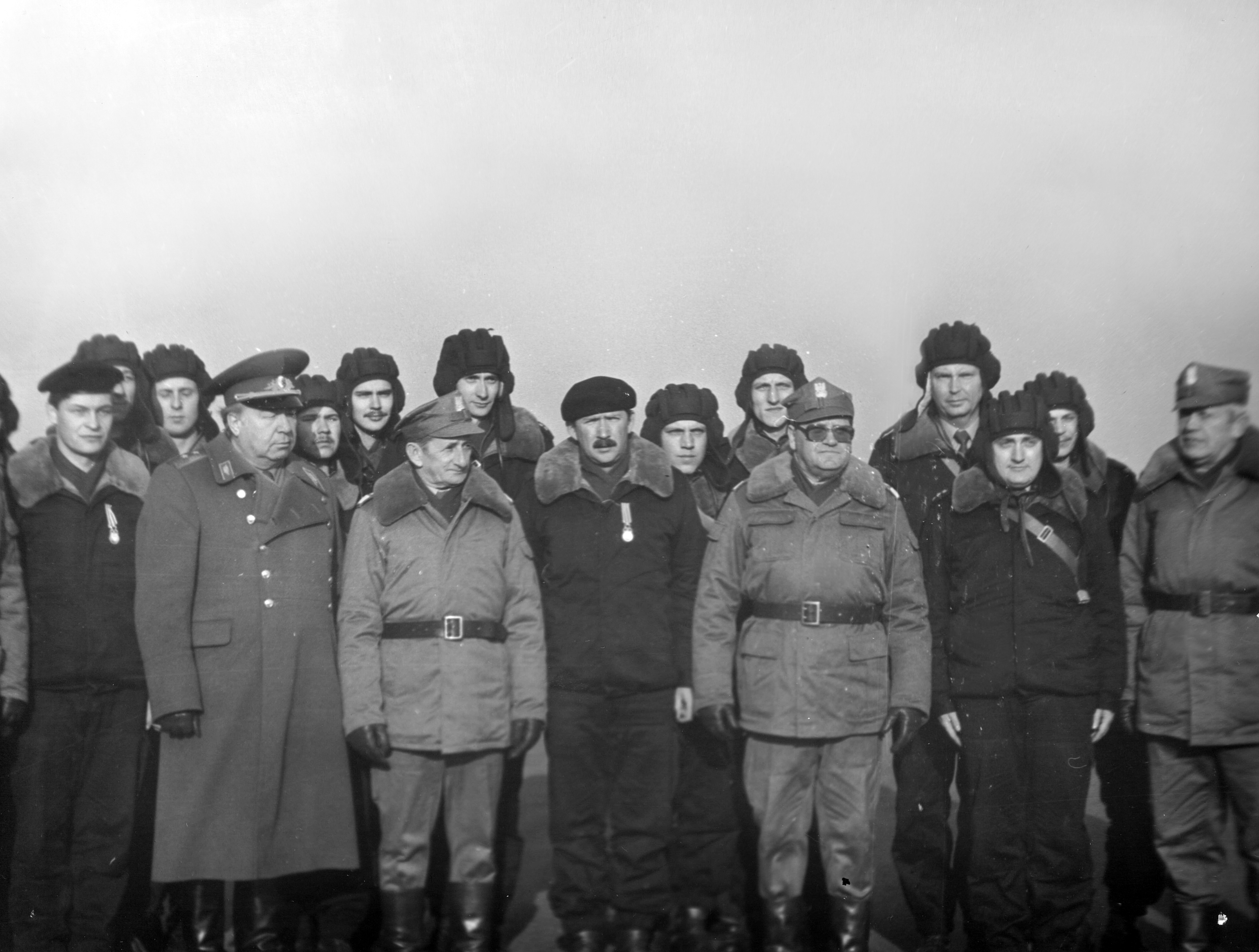
Divisionsgeneral Zbigniew Blechman (Fünfter von links)

Zbigniew Blechman (* 9. November 1929; † 30. April 2018) war Divisionsgeneral der polnischen Streitkräfte, der unter anderem stellvertretender Chef des Stabes der Vereinten Streitkräfte des Warschauer Paktes war.

## Leben
Blechman begann als Offizierskadett nach dem Schulbesuch 1947 seine Offiziersausbildung an der Politischen Offiziersschule in Łódź sowie an der Infanterieoffiziersschule Nr. 2 in Jelenia Góra. Nach Abschluss der Ausbildung wurde er 1951 zunächst Zugführer sowie 1953 Kompaniechef an der Transportoffiziersschule in Piła. Nach dem Besuch eines Lehrgangs an der Akademie des Generalstabes (Akademia Sztabu Generalnego) wurde er 1958 Dozent für Taktik an der Transportoffiziersschule und absolvierte im Anschluss zwischen 1960 und 1963 ein Studium an der Akademie des Generalstabes.
Nach Abschluss des Generalstabsakademie wurde Blechman 1963 Kommandeur eines Bataillons des 27. Mechanisiertem Regiments in Kłodzko und war anschließend zwischen 1964 und 1966 stellvertretender Chef des Stabes für Operationen der 2. Mechanisierten Division in Nysa, ehe er von 1966 bis 1967 Chef des Stabes und stellvertretender Kommandeur des 6. Mechanisierten Regiments in Częstochowa war. Im Anschluss war er als Oberst (Pułkownik) als Nachfolger von Oberst Jerzy Piątkowski zwischen 1967 und seiner Ablösung durch Augustyn Sałagan 1971 Kommandeur des 18. Motorisierten Schützenregiments in Wędrzyn sowie von 1971 bis 1972 Chef des Stabes und stellvertretender Kommandeur der 11. Panzerdivision in Żagań.
Nach einem Studium an der Militärakademie des Generalstabes der Streitkräfte der Sowjetunion in Moskau von 1973 bis 1975 wurde Blechman 1975 Nachfolger von Brigadegeneral Tadeusz Stawowiak als Kommandeur der 20. Panzerdivision in Szczecinek und verblieb auf diesem Posten bis zu seiner Ablösung durch Oberst Zenon Bryk 1978. Während dieser Zeit erfolgte 1977 auch seine Beförderung zum Brigadegeneral (Generał brygady) und baute die Division zu einer der führenden taktischen Großverbände der Landstreitkräfte aus. In der Folgezeit war er zwischen 1978 und 1983 Chef des Stabes und stellvertretender Kommandeur des Pommerschen Militärbezirks in Bydgoszcz, ehe er am 1. April 1983 zum Divisionsgeneral (Generał dywizji) befördert und als Nachfolger von Divisionsgeneral Józef Użycki selbst Kommandeur des Pommerschen Militärbezirks (Pomorski Okręg Wojskowy) wurde. Auf diesem Posten verblieb er bis zu seiner Ablösung durch Divisionsgeneral Zbigniew Zalewski am 23. September 1989.
Blechman war von 1986 bis 1990 Mitglied des Zentralkomitees der Polnischen Vereinigten Arbeiterpartei (Polska Zjednoczona Partia Robotnicza – PZPR). Während dieser Zeit war er ferner zwischen 1986 und 1989 Mitglied des Nationalen Komitees zur Erinnerung an die Schlacht bei Tannenberg 1410, einer Organisation der Patriotischen Bewegung der nationalen Wiedergeburt (Patriotyczny Ruch Odrodzenia Narodowego – PRON).
Divisionsgeneral Blechman, der auch Absolvent eines außenpolitischen Lehrgang an der Militärakademie des Generalstabes der Streitkräfte der Sowjetunion war, wurde 1990 stellvertretender Chef des Stabes der Vereinten Streitkräfte des Warschauer Paktes und befand sich nach dessen Auflösung 1991 zur besonderen Verfügung des Verteidigungsministers, ehe er am 28. Mai 1991 in den Ruhestand versetzt wurde.
Für seine langjährigen militärischen Verdienste wurde Blechman mehrfach ausgezeichnet und erhielt unter anderem die Medal Siły Zbrojne w Służbie Ojczyzny in Gold (1971), die Medal „Za zasługi dla obronności kraju“ in Gold (1976), das Kommandeurskreuz des Orden Polonia Restituta (1978), die Medal Komisji Edukacji Narodowej (1979) sowie den Order Sztandaru Pracy Erster Klasse (1985).
Er engagierte sich unter anderem in der Revisionskommission des Vereins ehemaliger Generale.

## Hintergrundliteratur
- M. Jędrzejko, M. L. Krogulski, M. Paszkowski: Generałowie i admirałowie III Rzeczypospolitej, Warschau 2002
- Janusz Królikowski: Generałowie i admirałowie Wojska Polskiego 1943–1990, Toruń 2010, S. 155–157